# Tox (Alta Córsega)
Tox (em corso, Tòcchisu) é uma comuna francesa na região administrativa de Córsega, no departamento da Alta Córsega. Estende-se por uma área de 14,79 km². Em 2014 a comuna tinha 99 habitantes  (densidade: 6,7 hab./km²)